# دلشادجان توردیف
دلشادجان توردیف (به انگلیسی: Dilshodjon Turdiev) زاده ۱۹ اکتبر ۱۹۹۱، کشتی گیر کشور ازبکستان است. از افتخارات وی می‌توان به کسب مدال نقره بازی‌های آسیایی ۲۰۱۴ اشاره کرد. وی در سال ۲۰۱۶ میلادی در المپیک ۲۰۱۶ ریو در وزن ۷۵ کیلو حاضر بود در دور اول ویکتور نمس از صربستان شکست خورد و با توجه به حذف این کشتی گیر در دور بعد، از دور رقابت ها کنار رفت.